# Stanisław Jan Jabłonowski
Stanisław Jan Jabłonowski ou, en français, Stanislas Jean Jablonowski, né le 3 avril 1634 à Lucza près de Iablouniv (en polonais Jabłonów) et mort le 2 avril 1702 à Lviv, est un noble polonais de famille princière, voïvode de Ruthénie (en latin palatinus Russiae) de 1662 à 1694, grand hetman de la Couronne à partir de 1683, castellan de Cracovie à partir de 1692.
C'est aussi le grand-père maternel de Stanislas Leszczynski (1677-1766), roi de Pologne (1704-1709), duc de Lorraine (1737-1766) et l'arrière-grand-père de Marie Leszczynska, reine de France. 

## Biographie
Sa famille est originaire de territoires qui ont toujours appartenu à la terre d'Ukraine, mais qui à l'époque faisaient partie (par envahissement) de l'État polono-lituanien, et plus particulièrement du royaume de Pologne (« la Couronne »).
Il commence sa carrière militaire en 1655 et participe aux guerres contre les Russes, les Suédois, les Turcs.
Lors de la bataille de Khotin (en polonais Chocim) en Moldavie, en 1673, il commande le centre de l'armée à la tête de laquelle se trouve Jean Sobieski, alors grand hetman de la Couronne. 
L'année suivante, il soutient l'accession au trône de Sobieski. Il réunit en effet les suffrages en sa faveur. 
Lors de la bataille de Vienne contre les Turcs, en 1683, il commande l'aile droite de l'armée polonaise.
À la fin de sa vie, en tant que castellan de Cracovie, il est le premier membre du Sénat, au-dessus des voïvodes et des autres castellans.
Marié avec Marie-Anne Kazanowska, il est le père de cinq enfants, dont Anne (1660-1727), mère du roi Stanislas Leszczynski.